# Anacleto de Medeiros

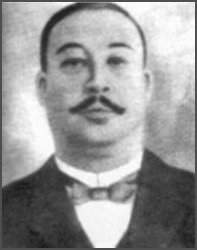
Anacleto Augusto de Medeiros

Anacleto Augusto de Medeiros (* 13. Juli 1866 in Paquetá; † 14. August 1907 ebenda) war ein brasilianischer Musiker und einer der wichtigsten Komponisten des Choro.

## Leben
Anacleto Augusto de Medeiros war Sohn einer freigelassenen Sklavin. Im Alter von 9 Jahren begann er, sich intensiv mit der Musik zu beschäftigen. Er lernte bei dem Meister Antônio dos Santos Bocot in der Banda do Arsenal de Guerra do Rio de Janeiro.

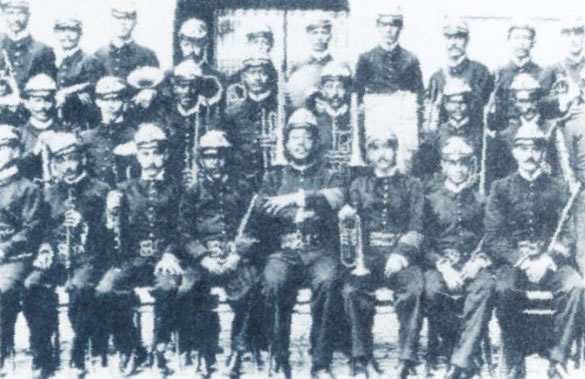
Choro-Blaskapelle Banda de Bombeiros mit Anacleto de Medeiros, Rio de Janeiro, um 1896.

Neben seiner Arbeit als Buchdrucker besuchte er das Konservatorium. Er spielte verschiedene Blasinstrumente, komponierte und leitete Instrumental-Ensembles wie den Clube Musical Guttemberg oder die Banda da Sociedade Recreio Musical Paquetaense.
Im Alter von 30 Jahren war er bereits als Dirigent und Komponist bekannt. Unter seiner Leitung wurde die Banda do Corpo de Bombeiros (Orchester des Feuerwehrkorps) so berühmt, dass sie den Gruppen gehörte, die 1902 an den ersten Schallplattenaufnahmen für die Casa Edison teilnahm. Die Zahl der Aufnahmen, z. B. auch für Odeon, wuchs im Laufe der Zeit auf eine stattliche Anzahl von über 200.
Die Musik von Anacleto Augusto de Medeiros inspirierte auch verschiedene andere Komponisten in ihrer Arbeit, wie Heitor Villa-Lobos in seinen Choros oder Radamés Gnattali im dritten Satz seiner Suite Retratos. Dies kennzeichnet seine Bedeutung für die brasilianische Musik.